# FR-F1狙擊步槍
FR-F1（法語：Fusil à Répétition modèle F1）是一款法國軍隊的制式狙击步枪（嚴格而言是精確射手步槍），發射7.5×54毫米法國步槍彈。

## 概述
1960年代初，由於法国军队經常执行特殊戰鬥任務、打擊重要目標，例如營救人質時打擊劫匪、緝私緝毒時打擊走私販毒分子，因此迫切需要一種能夠進行精確瞄準、實現首發命中的步槍。
FR F1由MAS（法國政府所擁有的其中一間武器工廠，圣-艾蒂安公司（法語：Manufacture d'armes de Saint-Étienne）的縮寫）所生產。它可以配備一具瞄準鏡，法國軍隊發配的標準瞄準鏡為APX L806，放大倍率為6倍；它亦配有後備機械照門。它的實際有效射程是600—800公尺（656.17—874.89码）。由於其质量、自由浮動式槍管和有效的加上制退器和穩定裝置，因此槍管振動大大減少。FR F1採用與舊式的MAS-36步槍相同的槍機設計。

## 衍生型
FR-F2：FR-F2是FR-F1的升級版本，而這個版本仍然在法國軍隊的各部門服役中。這是首枝在標準升級的同時，將原來的7.5×54毫米法國步槍彈轉換為7.62 毫米北約彈藥。

## 使用國
- 法國
  - 国家宪兵干預组（在1976年曾於吉布提使用，拯救了被FLCS佔據巴士裡的30名兒童；[1]現在已經被FR-F2和其他狙擊步槍所取代）[2]
- 黎巴嫩
- 毛里塔尼亚[3]

## 圖集

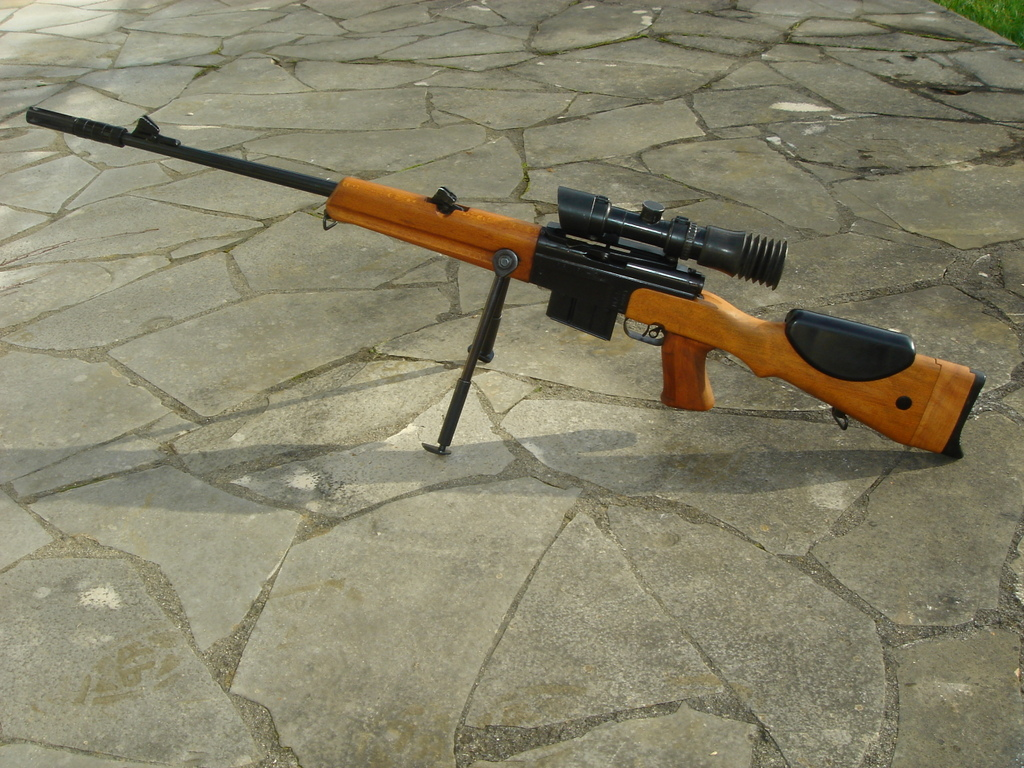
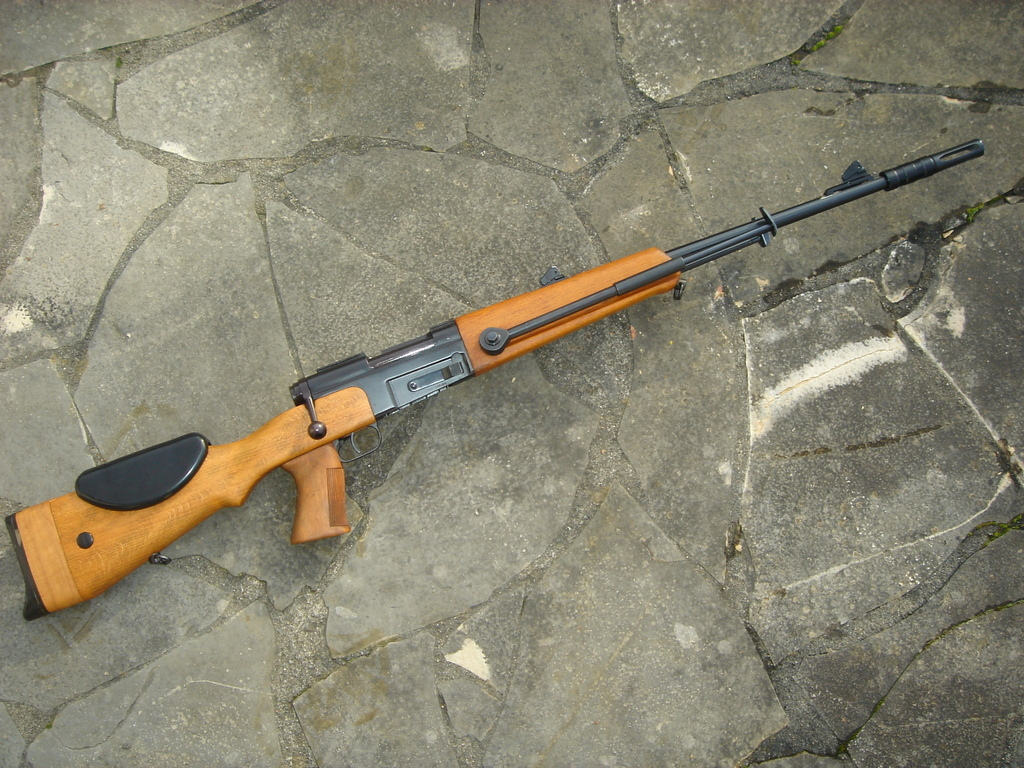
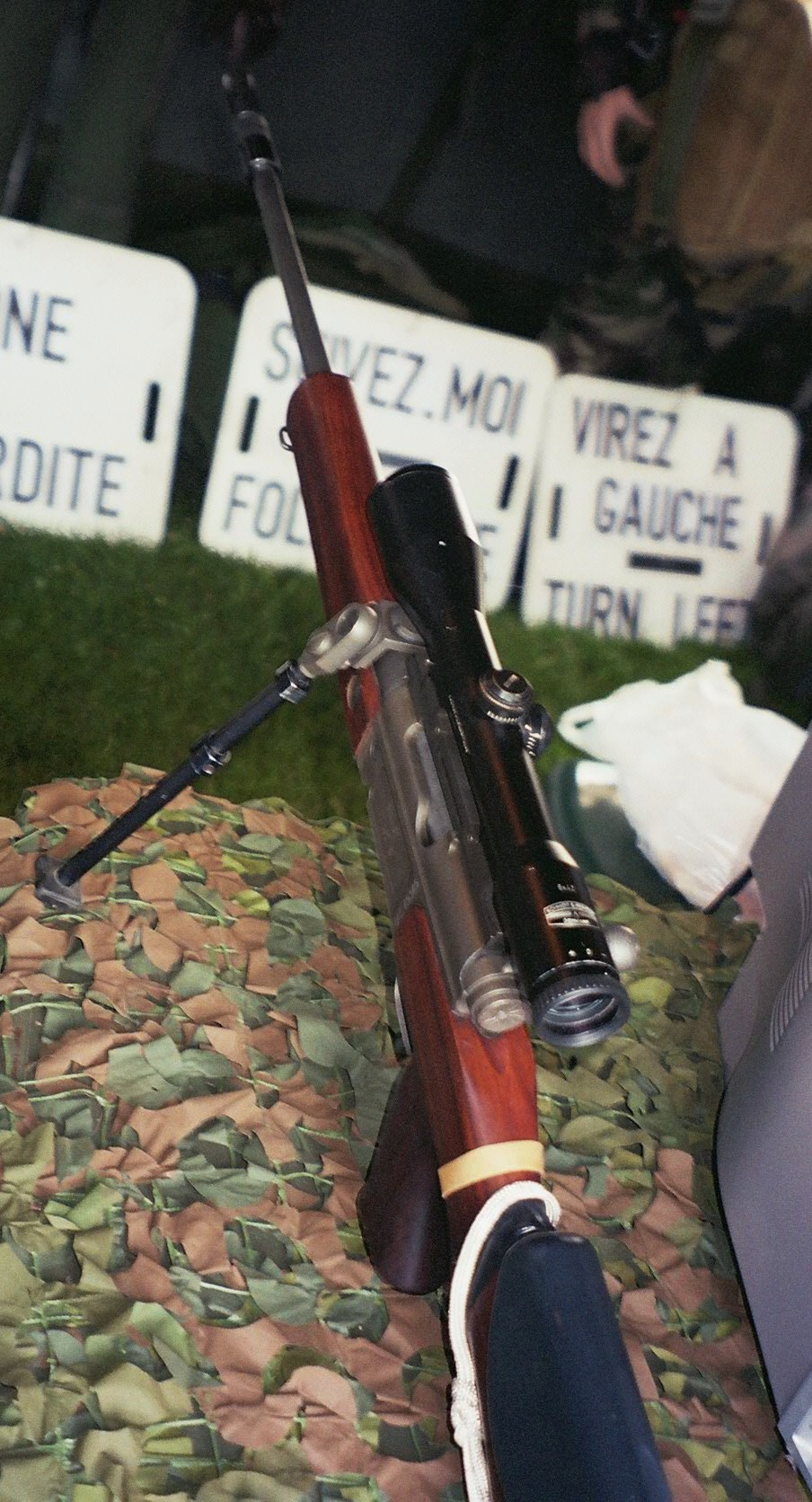
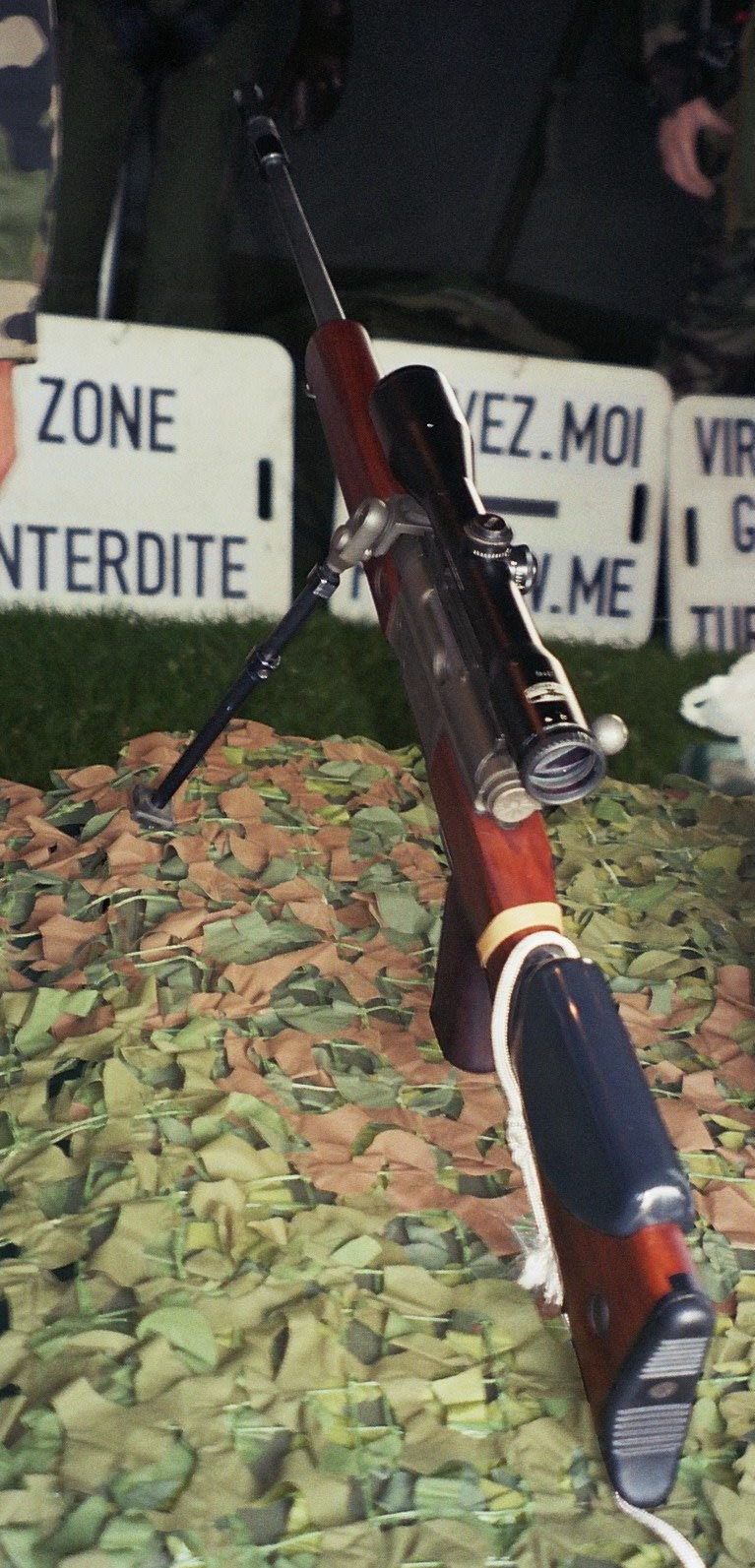

## 其他用途
FR-F1在电影《突擊》（L'assaut）和《干預》中由國家憲兵干預組（GIGN）的狙擊小組所使用。

## 資料來源
1. ↑  Meyr, Eitan. . Jane's — Law Enforcement. January 6, 1999  [2009-09-26]. （原始内容存档于2008-03-01）.
2. ↑  Marchington, James (2004). The Encyclopedia of Handheld Weapons. Lewis International, Inc. ISBN 1-930983-14-X.
3. ↑  Jones, Richard D. Jane's Infantry Weapons 2009/2010. Jane's Information Group; 35 edition (January 27, 2009). ISBN 978-0710628695.

## 外部連結
- （简体中文）—D Boy Gun World（槍炮世界）—FR-F1 / FR-F2（页面存档备份，存于）
- （繁體中文）—http://www.wargamehk.com/FR-F1.htm（页面存档备份，存于） Civilian Gunner—FR-F1]